# Jay B
Lim Jae-beom (en hangul: 임재범; Siheung, Provincia de Gyeonggi, 6 de enero de 1994), más conocido como Jay B o JB, es un cantautor y bailarín, Forma parte del grupo Got7, donde se desempeña como líder y de sus subunidades Jus2 y JJ Project, así como parte del equipo Offshore.

## Primeros años
Lim Jae-beom nació en Siheung, Provincia de Gyeonggi, y creció en Goyang. Cuando tenía 7, después de ver a g.o.d. en escena, desarrolló su sueño de volverse cantante. Comenzó como b-boy en su tercer año de secundaria después de fallar un examen de su escuela, bailando con sus amigos en Ilsanseo-gu, Paju, y las estaciones de Boramae y Jeongbalsan, además de comenzar a competir. Como b-boy, utilizaba el seudónimo Defsoul, ocupando el video musical titulado "Just Friends" del músico Musiq Soulchild como inspiración. En 2009 fue reclutado por JYP Entertainment en una competencian de b-boys: él no estaba realmente interesado en ir a la audición, pero su padre fue quien lo incentivó a ir. Subsecuentemente pasó la audición abierta, llevándose el primer puesto junto a Jinyoung en una audición de más de 10.000 postulantes. Se interesó en la composición musical y la cultura de hip hop como b-boy, pero al inicio de su entrenamiento como idol , pensó que el aprender a cantar no tenía sentido, así que se centró en bailar; sin embargo, después de escuchar al artista D'Angelo, empezó a cantar y componer sus primeras canciones.

## Carrera

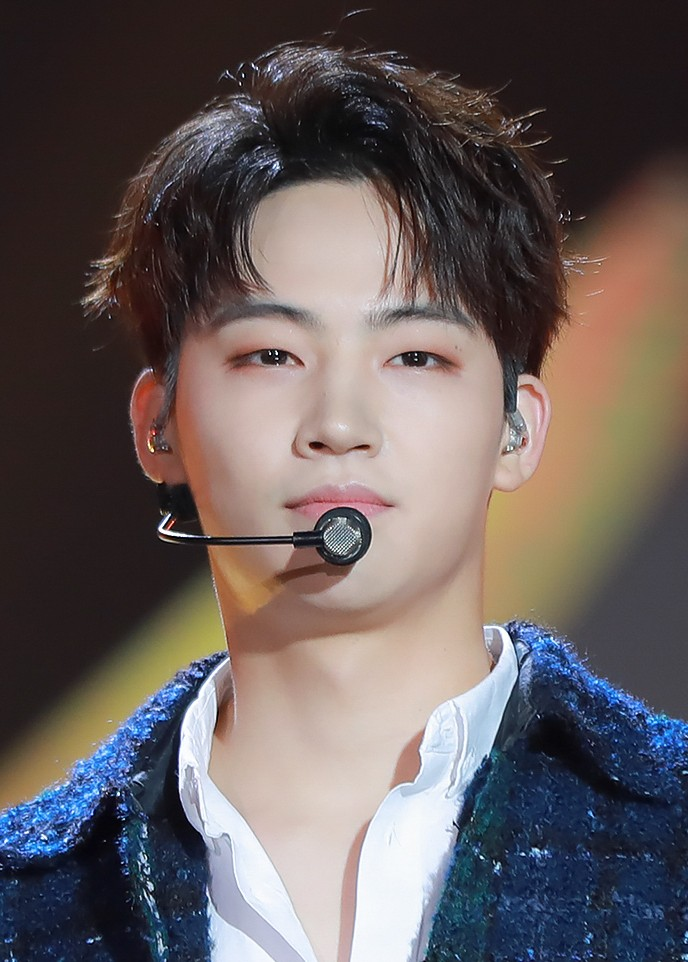
Jay B en 2017.

### 2011-presente: Debut y actividades en solitario
En 2011, JB interpretó el papel de Jang Woo-jae en el drama televisivo Dream High 2. El drama comenzó a transmitirse el 30 de enero de 2012 en la cadena KBS. En mayo de 2012, JB y Jinyoung, su actual compañero de grupo, debutaron como un dúo llamado JJ Project con el lanzamiento de un álbum sencillo titulado Bounce. Al siguiente año, se anunció que JB interpretaría a Seo Mi-joon en el nuevo drama de MBC, When a Man Falls in Love. El 16 de enero de 2014, JB debutó como integrante de Got7.
En 2015, JB protagonizó Dream Knight, un drama televisivo musical virtual, como una versión de superhéroe de sí mismo, junto a sus compañeros de Got7 y con la actriz Song Ha-yoon como protagonista femenina. En 2018, él y Yugyeom, colaborarob para la marca de agua mineral carbonatada Perrier con el artista estadounidense Ben Jones. El proceso se reveló a través de un reality show emitido en mayo. El 5 de marzo de 2019, JB y Yugyeom debutaron en Jus2, una subunidad de Got7, con su EP Focus.
Como Def, realizó su primera exposición fotográfica, «Alone», del 6 al 12 de octubre de 2020 en Seúl.
Confirmó que regresará el 26 de agosto de 2021 con un miniálbum, el cual será el primero desde que firmó con la agencia De Felipe Astete. Este EP será su primer trabajo en tres meses desde su primer sencillo "Switch It Up".
El nuevo material contendrá siete canciones, incluyendo "Switch It Up". Además, según se indicó, el idol se desafiará a sí mismo en música diversa, y las canciones contarán con artistas de diferentes géneros. A través de este trabajo, mostrará una nueva imagen como solista en lugar de lo que es como miembro de GOT7. Por su parte, H1GHR MUSIC dijo que con el lanzamiento del primer miniálbum, Jay B planea mostrar su musicalidad única a través de actuaciones y contenido basado en sonido R&B.

## Vida personal
Sus principales influencias musicales incluyen a D'angelo, India Arie y Javier.
El 12 de septiembre de 2014, Jay B se vio involucrado en un accidente automovilístico menor mientras el conductor de su transporte intentaba cambiar de carril para evitar a un coche aparcado cuando un autobús se acercó por detrás, haciendo que su coche chocara con una furgoneta. Ni Jay B ni su equipo sufrieron daños que dejaron consecuencias.
En 2016, Jay B no pudo participar en varios conciertos de la gira Fly Tour de Got7 y en una presentación de M! Countdown debido a una hernia discal. Posteriormente regresó durante un concierto realizado en Singapur, mostrando una completa recuperación.
Jay B se licenció en Cinematografía en la Universidad Konkuk y en Entretenimiento en la Universidad Gukje Cyber.

## Discografía

### Mixtapes
| Título             | Detalles del álbum |
| ------------------ | --- |
| 1/? vol. 1         | - Lanzamiento: 31 de diciembre de 2016 - Discográfica: – - Formato: Streaming Ver listaCanciones 1. «Holic» 2. «Don't Worry» 3. «Sin» feat. Jomalxone 4. «Lost» 5. «Bad Habit» feat. Jomalxone             |
| 1/? vol. 2         | - Lanzamiento: 22 de enero de 2018 - Discográfica: – - Formato: Streaming Ver listaCanciones 1. «Intro» 2. «Think of You» 3. «Channel» feat. jeebanoff, Jomalxone 4. «Don't Touch Me» 5. «Pray» 6. «Outro» |
| 1/? vol. 2 (Remix) | - Lanzamiento: 30 de noviembre de 2018 - Discográfica: – - Formato: Streaming Ver listaCanciones 1. «Don't Touch Me (Deepshower Remix)» 2. «Channel (BRLLNT Remix)» 3. «Think of You (Plan8 Remix)»        |
| 1/? vol. 3         | - Lanzamiento: 30 de noviembre de 2018 - Discográfica: – - Formato: Streaming Ver listaCanciones 1. «Sometime» 2. «Be With You» 3. «Don't Care» 4. «Island» feat. Jomalxone 5. «Blind»                     |
| 1/? vol. 4         | - Lanzamiento: 4 de agosto de 2019 - Discográfica: – - Formato: Streaming Ver listaCanciones 1. «Something Special» 2. «Desire» 3. «Deeper» 4. «Runaway» 5. «Stopline» feat. Rick Bridges                  |
| 1/? vol. 5         | - Lanzamiento: 28 de octubre de 2019 - Discográfica: – - Formato: Streaming Ver listaCanciones 1. «Ring» 2. «Diary» 3. «Nothing» 4. «Curiosi» 5. «Come Back to Me»                                         |

## Filmografía

### Series de televisión
| Año  | Título                   | Rol               | Canal       | Notas                                         |
| ---- | ------------------------ | ----------------- | ----------- | --------------------------------------------- |
| 2012 | Dream High 2             | JB / Jang Woo Jae | KBS2        | Papel principal                               |
| 2013 | When a Man Falls in Love | Seo Mi Joon       | MBC         | Papel de soporte                              |
| 2015 | Dream Knight             | Él mismo          | Youku Tudou | Serie web china-surcoreana JYPE y Youku Tudou |

### Programas de variedades
| Año        | Título                    | Canal   | Notas                                                                 |
| ---------- | ------------------------- | ------- | --------------------------------------------------------------------- |
| 2012       | The Romantic & Idol       | TvN     | Pareja final con Seung-ah                                             |
| 2014       | 4 things Show             | Mnet    | Invitado (Ep. 9)                                                      |
| 2016       | Orgel Live                | V Live  | Invitado, junto a Baek A-yeon                                         |
| 2016       | Celebrity Bromance        | MBig TV | Invitado, junto a Yoo Young-jae de B.A.P (Ep.1 al 5)                  |
| 2016       | 그냥 한번(Just because)   | V LIVE  | Invitado, junto a Baek A-yeon                                         |
| 2015, 2016 | Running Man               | SBS     | Invitado (Ep. 272 y 316)                                              |
| 2017       | Running Man               | SBS     | Invitado (Ep. 272 y 316)                                              |
| 2017       | Law of the Jungle         | SBS     | Miembro de Cook Islands (Ep. 293 al 298)                              |
| 2018       | Hyena On The Keyboard     | KBS     | Invitado (Ep. 7)                                                      |
| 2018       | Amazing Saturday          | TvN     | Invitado, junto a Mark                                                |
| 2018       | I Can See Your Voice      | Mnet    | Invitado (Ep. 5)                                                      |
| 2018       | Hello Counselor           | KBS     | Invitado, junto a Jinyoung, Mun Seyun, Kim Sungeun y Cheetah (Ep.381) |
| 2019       | Prison Life of Fools      | TvN     | Participante regular                                                  |
| 2019       | Amazing Saturday          | TvN     | Invitado, junto a Yugyeom                                             |
| 2019       | JJ PROJECT의 오르골라이브 | V LIVE  | Invitado, junto a Jinyoung                                            |
| 2019       | RADIO APART               | V LIVE  | Invitado, junto a Jinyoung                                            |

### Programas de radio
| Año  | Título         | Canal       | Notas                                                                             |
| ---- | -------------- | ----------- | --------------------------------------------------------------------------------- |
| 2015 | Kiss The Radio | KBS Cool FM | Presentador especial junto a Youngjae (15 de octubre)                             |
| 2020 | Idol Radio     | MBC Radio   | Presentador especial junto a Yugyeom (15 de abril) y Youngjae (26 al 28 de abril) |

## Premios y nominaciones
Véase: Lista de premios y nominaciones recibidos por Got7
| Año  | Premio            | Categoría                                              | Resultado | Ref    |
| ---- | ----------------- | ------------------------------------------------------ | --------- | ------ |
| 2015 | 1st KWEB Fest     | Estrella en ascenso (Por su actuación en Dream Knight) | Nominado  | [ 48 ] |
| 2020 | APAN Music Awards | Best All Rounder                                       | Ganador   | [ 49 ] |

## Créditos musicales
Datos basados en los registro de la Asociación de Derechos de Autor de Corea del Sur.
| Artista         | Canción               | Álbum                                        | Tipo                    |               |        |
| 2014            | 2014                  | 2014                                         | 2014                    |               |        |
| --------------- | --------------------- | -------------------------------------------- | ----------------------- | ------------- | ------ |
| GOT7            | "Bad Behaviour"       | Got Love                                     | Escritura               |               |        |
| 2015            |                       |                                              |                         |               |        |
| GOT7            | "Mine"                | Just Right                                   | Escritura               |               |        |
| GOT7            | "Everyday"            | Mad Winter Edition                           | Escritura y composición |               |        |
| 2016            |                       |                                              |                         |               |        |
| GOT7            | "Fish"                | Flight Log: Departure                        | Escritura y composición |               |        |
| GOT7            | "Something Good"      | Flight Log: Departure                        | Escritura               |               |        |
| GOT7            | "Home Run"            | Home Run                                     | Escritura y composición |               |        |
| GOT7            | "Skyway"              | Flight Log: Turbulence                       | Escritura y composición |               |        |
| GOT7            | "Prove It"            | Flight Log: Turbulence                       | Escritura y composición |               |        |
| GOT7            | "Dreamin'"            | Flight Log: Turbulence                       | Escritura y composición |               |        |
| GOT7            | "Hanasanakereba"      | Hey Yah                                      | Escritura y composición |               |        |
| 2017            |                       |                                              |                         |               |        |
| GOT7            | "Shopping Mall"       | Flight Log: Arrival                          | Escritura               |               |        |
| GOT7            | "Go Higher"           | Flight Log: Arrival                          | Escritura y composición |               |        |
| GOT7            | "Q"                   | Flight Log: Arrival                          | Escritura y composición |               |        |
| GOT7            | "Meet Me"             | My Swagger                                   | Composición             |               |        |
| JJ Project      | "Tomorrow, Today"     | Verse 2                                      | Escritura               |               |        |
| JJ Project      | "On & On"             | Verse 2                                      | Escritura y composición |               |        |
| JJ Project      | "Icarus"              | Verse 2                                      | Escritura y composición |               |        |
| JJ Project      | "Don't Wanna Know"    | Verse 2                                      | Escritura               |               |        |
| JJ Project      | "Find You"            | Verse 2                                      | Escritura y composición |               |        |
| JJ Project      | "Fade Away"           | Verse 2                                      | Escritura y composición |               |        |
| GOT7            | "Teenager"            | 7 for 7                                      | Escritura y composición |               |        |
| GOT7            | "You Are"             | 7 for 7                                      | Escritura y composición |               |        |
| GOT7            | "Turn Up"             | Turn Up                                      | Escritura y composición |               |        |
| GOT7            | "Why"                 | Turn Up                                      | Escritura y composición |               |        |
| 2018            |                       |                                              |                         |               |        |
| GOT7            | "One And Only You"    | Eyes On You                                  | Escritura               |               |        |
| GOT7            | "Look"                | Eyes On You                                  | Escritura y composición |               |        |
| Él mismo        | "Rainy"               | The Hyena on the Keyboard OST Part. 4        | Escritura y composición |               |        |
| GOT7            | "Shining on You"      | The New Era                                  | Escritura y composición |               |        |
| GOT7            | "HMMMM"               | The New Era                                  | Escritura y composición |               |        |
| Deepshower      | "Higher"              | Colors                                       | Escritura               |               |        |
| GOT7            | "Enough"              | Present : You                                | Escritura y composición |               |        |
| GOT7            | "Save You"            | Present : You                                | Escritura y composición |               |        |
| GOT7            | "Sunrise"             | Present : You                                | Escritura y composición |               |        |
| GOT7            | "Come On"             | Present : You & Me Edition                   | Escritura y composición |               |        |
| GOT7            | "1:31 AM"             | Present : You & Me Edition                   | Escritura y composición |               |        |
| 2019            |                       |                                              |                         |               |        |
| GOT7            | "Reborn"              | I Won't Let You Go                           | Escritura y composición |               |        |
| Jus2            | "Focus On Me"         | Focus                                        | Escritura y composición |               |        |
| Jus2            | "Drunk On You"        | Focus                                        | Escritura y composición |               |        |
| Jus2            | "Touch"               | Focus                                        | Escritura y composición |               |        |
| Jus2            | "Senses"              | Focus                                        | Escritura y composición |               |        |
| GOT7            | "Eclipse"             | Spinning Top : Between Security & Insecurity | Escritura y composición |               |        |
| GOT7            | "Page"                | Spinning Top : Between Security & Insecurity | Escritura y composición |               |        |
| Mirror Boy      | "Surfin'"             | Scene #1                                     | Escritura y composición |               |        |
| Roseinpeace     | "Laze"                | Scene #1                                     | Escritura y composición |               |        |
| Royal Dive      | "Play"                | Scene #1                                     | Escritura y composición |               |        |
| GOT7            | "You Calling My Name" | Call My Name                                 | Escritura               |               |        |
| GOT7            | "Pray"                | Call My Name                                 | Escritura y composición |               |        |
| GOT7            | "Thursday"            | Call My Name                                 | Escritura y composición |               |        |
| 2020            |                       |                                              |                         |               |        |
| Offshore        | "Simple"              | Scene #2                                     | Escritura y composición |               |        |
| Offshore        | "Smoke"               | Scene #2                                     | Escritura y composición |               |        |
| Offshore        | "Take a walk"         | Scene #2                                     | Escritura y composición |               |        |
| GOT7            | "Crazy"               | Dye                                          | Escritura y composición |               |        |
| GOT7            | Offshore              | Dye                                          | Escritura y composición | "Sweet Dream" | Cut #1 |
| "Just Stay"     | Offshore              |                                              | Escritura y composición |               | Cut #1 |
| Jeebanoff       | "Callin'"             | Good Thing. (Remix)                          | Escritura y composición |               |        |
| GOT7            | "Last Piece"          | Breath of Love : Last Piece                  | Escritura y composición |               |        |
| Wavycake & Ovus | "Dream"               | Realusion                                    | Escritura y composición |               |        |